# Брајес
Брајес (итал. Braies) је насеље у Италији у округу Болцано, региону Трентино-Јужни Тирол.
Према процени из 2011. у насељу је живело 633 становника. Насеље се налази на надморској висини од 1214 м.

## Становништво
| 1931. | 1936. | 1951. | 1961. | 1971. | 1981. | 1991. | 2001. | 2011. |
| ----- | ----- | ----- | ----- | ----- | ----- | ----- | ----- | ----- |
| 690   | 718   | 682   | 726   | 689   | 644   | 613   | 633   | 672   |